# 优波毱多
优波毱多（उपगुप्त，Upagupta；约前3世纪）又译优婆毱多、忧波鞠多、忧波笈多、忧波崛多、邬波鞠多、邬波笈多、优波鞠提、优波鞠、优波崛、优波崛多，佛教僧人。《阿育王傳》记载他曾教授阿育王佛法:16。说一切有部将他视为继摩訶迦葉、阿难、末田底迦、商那和修之后的第五师，禅宗视为西天第四祖。是商那和修的弟子。
优波毱多当今在东南亚上座部佛教地区广受崇敬，缅甸称善优波毱多，缅甸史料记载他是僧伽推举制服魔罗的高僧帝須。但巴利三藏中未有优波毱多的记载。